# بزرگ نادرزاد
بزرگ نادرزاد (۱۳۱۴ – ۱۶ شهریور ۱۳۹۶)، دیپلمات، روشنفکر، نویسنده و مترجم ایرانی بود که آثار ارزشمندی از متون فلسفی و فلسفه سیاست را به فارسی ترجمه کرده است.

## سرگذشت
بزرگ نادرزاد نادرزاد متولد ۱۳۱۴ محله سرپل امیربهادر تهران بود، تحصیلات ابتدایی خود را در مدرسه فرانسوی‌ها (رازی) آغاز کرد و تحصیلات عالیه خود را در فرانسه و سوییس ادامه داد. با وجود عشق به زبان‌شناسی ابتدا به خواست پدرش برای پزشکی به فرانسه رفت، اما خیلی زود آن را رها کرد و عازم سوییس شد و در ژنو مطالعات شرقی خواند. بعد از لیسانس به ایران بازگشت و به استخدام سازمان جلب سیاحان درآمد. بین سال‌های ۱۳۴۸ تا ۱۳۵۵ در سمت رایزن فرهنگی ایران در فرانسه بود و در رشته فلسفه درس می‌خواند و از دانشگاه سوربن پاریس دکترای فلسفه گرفت.

بعدها مدتی در وزارت فرهنگ کار کرد و همزمان به نگارش مقالات و ترجمه‌هایی در حوزه‌های مختلف فکری پرداخت.

بزرگ نادرزاد سرانجام روز پنجشنبه ۱۶ شهریور ۱۳۹۶ پس از یک دوره بیماری در بیمارستان گاندی تهران درگذشت.